# Monkhaen Kaenkoon
Monkhaen Kaenkoon (en tailandés: มนต์แคน แก่นคูน, 	20 de julio de 1973) fue un actor y cantante tailandés. Fue popular entre los años 1990 y 2010.

## Biografía
Nacido el 	20 de julio de 1973, nació en la provincia de Chang Yasothon, es conocido en su país como "Phet".

## Discografía

### Álbumes musicales
- 2005 - Yang Koay Thee Soai Derm[5]
- 2006 - Yam Tor Khor Toe Haa
- 2008 - Sang Fan Duai Kan Bor
- 2009 - Roang Bgan Pit Kid Hot Nong
- 2010 - Fan Eek Krang Tong Pueng Ther
- 2012 - Trong Nan Kue Na Thee Trong Nee Kue Hua Jai
- 2016 - Hai Khao Rak Ther Muean Ther Rak Khaw
- 2018 - Ai Hak Khaw Toan Jao Bor Hak
- 2019 - San Ya Nam Ta Mae